# Bansö hadművelet
A Bansö hadművelet egy német katonai akció volt a második világháborúban, amelynek célja egy  meteorológiai állomás működtetése volt az északi-sarki területen.

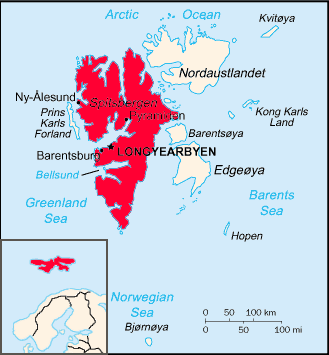
A Spitzbergák térképe

A második világháborúban szembenálló feleknek létfontosságú volt, hogy pontos időjárási előrejelzésekhez jussanak. Az Északnyugat-Európa és Skandinávia időjárását meghatározó meteorológiai rendszerek általában nyugatról, északnyugatról érkeznek, ezért a legjobban a sarki területeken – Grönland, Jan Mayen-sziget, Izland, Spitzbergák – működő állomások tudják előrejelezni a változásokat. A németek számára elengedhetetlen volt, hogy megbízható meteorológiai jelentésekhez jussanak a térségből. Különös értéke lett ebből a szempontból a Spitzbergáknak.
1941 augusztus-szeptemberben a szövetségesek a Gauntlet hadművelet keretében evakuálták a Spitzbergák norvég és szovjet lakosait, valamint tönkretették az ott működő szénbányákat. Miután ezt a német felderítőgépek észlelték, október 8-án a Dr. E. W. Etienne vezette kis alakulat partra szállt, hogy létrehozza a Bansö meteorológiai állomást. A németek hernyótalpas munkagépeket és építési anyagokat „kölcsönöztek” az üresen álló Longyearbyen bányából, és kibővítették az egykori prémvadászkunyhót, ahol laktak. Építettek egy rádiószobát és egy raktárt.
Miután London értesült a németek megjelenéséről, négy aknaszedőt – Harrier, Britomart, Salamander, Halcyon – küldött a helyszínre. Október 18-án egy német felderítőgép tévesen rombolóként azonosította őket, majd másnap egy másik repülő is észlelte a Spitzbergák felé tartó hajókat Isfjordennél. A gép leszállt a Bansö állomásnál kialakított pályán, ahol már két, utánpótlást hozó Junkers 52-es tartózkodott. A három gép kimenekítette az alakulatot. A partra szálló britek megtalálták a hátrahagyott felszerelést, köztük a rádiókódokat, majd elhajóztak.
A németek néhány nap múlva visszatértek az állomásra, és november 8-ára teljesen beüzemelték. Az állomás 1941-42 telén rendszeresen küldte előrejelzéseit. A bányából szerzett, illetve ejtőernyővel ledobott készletekből felállítottak a szárazföld belsejében két vészhelyzeti raktárt. Május 10-én a Bansö állomás sürgős evakuálást kért egy beteg számára. A repülőgép két nap múlva érkezett meg. Miközben a hómezőn állt, egy brit felderítőgép lecsapott rá, de támadásait a He 111-es kisebb sérülésekkel átvészelte. A helyszínen kiderült, hogy a „súlyos betegség” pszichológiai probléma, ugyanis a kis csapat tagjai között teljesen megromlottak a személyes kapcsolatok. A repülőgép evakuálta az állomást.